# Loculi
Loculi (en sard, Lòcula) és un municipi italià, dins de la província de Nuoro. L'any 2007 tenia 540 habitants. És a la regió de Baronia Limita amb els municipis de Galtellì, Irgoli i Lula.
| Període | Identitat      | Partit        |
| ------- | -------------- | ------------- |
| 2005-   | Vincenzo Secci | Llista Cívica |